# Margaret Wade
Lily Margaret Wade (McCool, 30 dicembre 1912 – Cleveland, 16 febbraio 1995) è stata una cestista e allenatrice di pallacanestro statunitense.
È membro del Naismith Memorial Basketball Hall of Fame dal 1985 in qualità di allenatrice, e del Women's Basketball Hall of Fame dal 1999.